# Ailuropoda microta
El panda enano, panda gigante enano o panda gigante pigmeo (Ailuropoda microta) es el primer antepasado conocido del panda gigante. Media 1 m de longitud; el panda gigante moderno crece a un tamaño superior a 1.5 m. Patrones de desgaste de los dientes sugieren que comía bambúes, la base de la alimentación del panda gigante. El primer cráneo descubierto en una cueva de piedra caliza en el sur de China se estimaba en 2 millones de años. El cráneo encontrado tiene cerca de la mitad del tamaño del Panda Gigante actual, pero son anatómicamente son muy similares. Esta investigación sugirió que el panda gigante ha evolucionado por más de tres millones de años como un linaje completamente separado de los otros osos